# تدريب رواد الفضاء

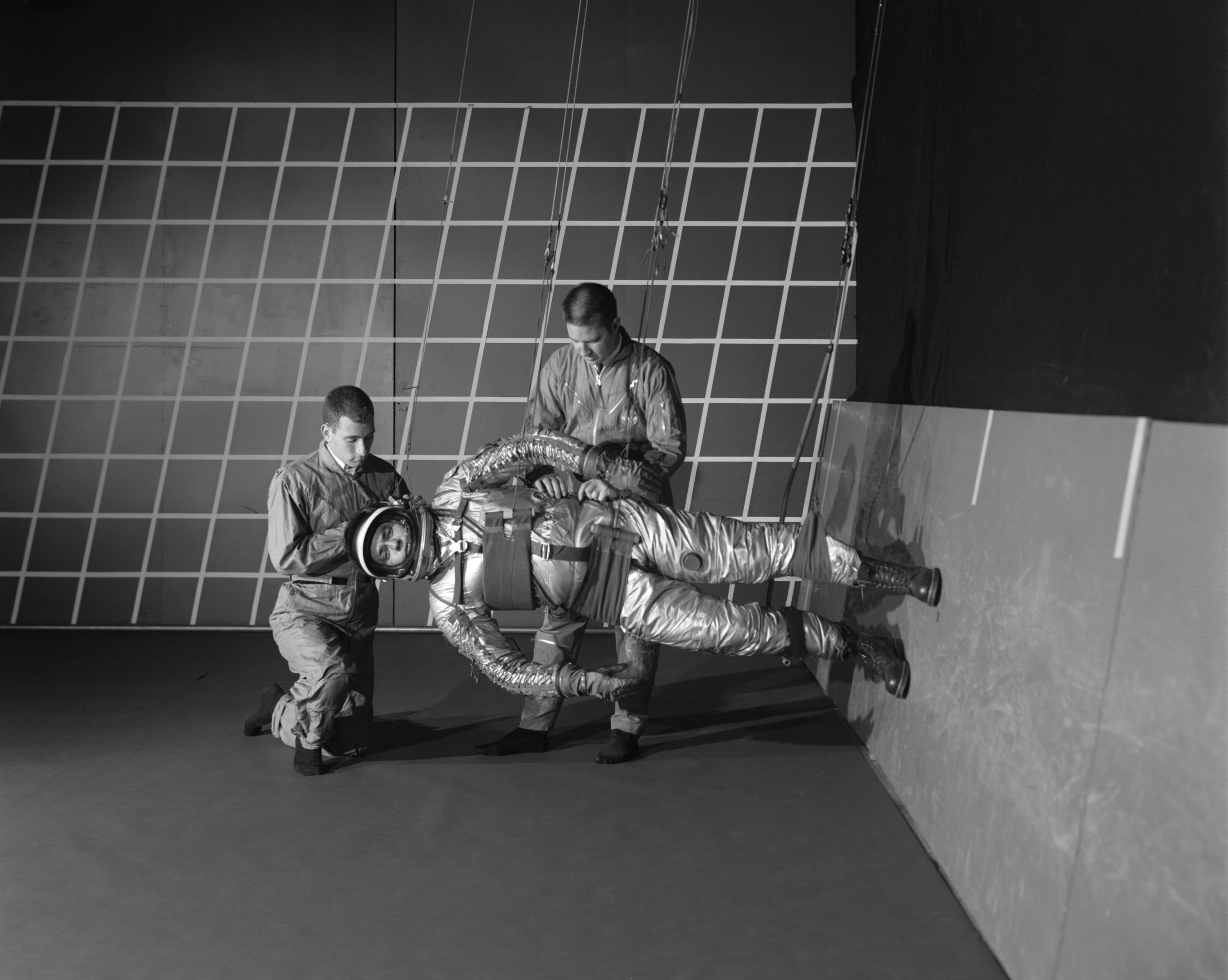
كيف يتم تدريب رواد الفضاء

يصف تدريب روّاد الفضاء العملية المعقدة لإعداد روّاد الفضاء من مناطق حول العالم لمهماتهم الفضائية قبل الرحلة وفي أثنائها وبعدها، التي تشمل إجراء فحوص طبية، وتدريب بدني، وتدريب على الأنشطة خارج المركبة، والتدريب الإجرائي، وعملية إعادة التأهيل، وكذلك التدريب على التجارب التي سيحققونها في أثناء بقائهم في الفضاء.
وقد أدمجت مرافق تدريب افتراضية ومادية لتعريف روّاد الفضاء بالظروف التي سيواجهونها خلال جميع مراحل الطيران وتهيئتهم لبيئة الجاذبية الصغرى. ويجب مراعاة اعتبارات خاصة في أثناء التدريب لضمان سلامة البعثة ونجاحها، وهذا هو سبب تلقي روّاد الفضاء في أبولو تدريبًا على العمل الميداني الجيولوجي على سطح القمر، وسبب إجراء بحوث بشأن أفضل الممارسات للبعثات الموسعة في المستقبل، مثل الرحلة إلى المريخ.
الغرض إن اختيار روّاد الفضاء وتدريبهم عمليتان متكاملتان لضمان تأهيل أفراد الطاقم للبعثات الفضائية. وينقسم التدريب إلى خمسة أهداف لتدريب روّاد الفضاء على الجوانب العامة والمحددة: التدريب الأساسي، والتدريب المتقدم، والتدريب الخاص بالبعثة، والتدريب على متن السفينة، والتدريب على مدى كفاءة الصيانة.
ويجب على المتدربين تعلم الطب، واللغة، والروبوتات، والطيران، وهندسة النظم الفضائية، وتنظيم النظم الفضائية، والمختصرات في هندسة الفضاء الجوي خلال التدريب الأساسي. من المتوقع أن يتغلب روّاد الفضاء المرشحون على المرض، ولكن 60 – 80 بالمئة من رواد الفضاء سيعانون من دوار حركة الفضاء، متضمنةً الشحوب، والتعرق البارد، والقيء، وفقدان الشهية. سيتعرف روّاد الفضاء على تشغيل نظم معيّنة والمهارات اللازمة المرتبطة بالمواقع المسندة إليهم في بعثة فضائية في أثناء التدريب المتقدّم والتدريب الخاص ببعثات محدّدة. يتطلب التدريب الخاص بالبعثات عادةً 18 شهرًا لإتمامه من أجل أطقم مكوك الفضاء ومحطة الفضاء الدولية. من المهم ضمان سلامة رواد الفضاء وصحتهم البدنية والعقلية قبل فترة الرحلة وفي أثنائها وبعدها. تهدف صيانة الكفاءة إلى مساعدة أفراد الطاقم على الحفاظ على الحد الأدنى من الأداء، متضمنةً مواضيع، مثل: النشاط خارج المركبة، والروبوتات، واللغة، والغطس، والتدريب على الطيران.

## الإقلاع والهبوط
إن لآثار الإطلاق والهبوط  تأثيرات مختلفة في رواد الفضاء، من الآثار الأكثر حدوثًا هي دوار الحركة الفضائية،، وعدم التحمل الانتصابي، والأحداث القلبية الوعائية.
دوار حركة الفضاء هو حدث يمكن أن يحدث في غضون دقائق من البقاء  في بيئات الجاذبية المتغيرة (مثلًا: من 1 جرام على الأرض قبل الإطلاق إلى أكثر من 1 جرام في أثناء الإطلاق، ثم من الجاذبية الصغرية في الفضاء إلى الجاذبية المفرطة في أثناء العودة إلى الغلاف الجوي ومرة أخرى إلى 1 جرام بعد الهبوط). وتتراوح الأعراض بين النعاس، والصداع، والغثيان، والقيء.
هنالك ثلاث فئات عامة لدوار حركة الفضاء:
- خفيف: واحد أو أكثر لعدة أعراض عابرة، لا وجود لخلل وظيفي.
- متوسط: عدة أعراض ذات طبيعة مستمرة، ولكن بالحد الأدنى للخلل الوظيفي.
- شديد: عدة أعراض ذات طبيعة مستمرة، ووجود تأثير كبير في الأداء.

يعاني نحو ثلاثة أرباع روّاد الفضاء من دوار الحركة الفضائية، مع تأثيرات نادرًا ما تتجاوز يومين. هنالك خطر من دوار الحركة بعد الطيران، ولكن هذا ليس كبيرا إلا في أعقاب البعثات الفضائية طويلة المدة.
وبعد الطيران، وبعد التعرض للجاذبية الصغرية، يتعطل النظام الدهليزي الموجود في الأذن الداخلية بسبب عدم استجابة حصوات الأذن التي تسببها الجاذبية الصغرى، وهي عبارة عن تراكيب جيرية صغيرة تستشعر أوضاع الجسم وهي مسؤولة عن ضمان التوازن السليم. يؤدي هذا إلى بعض أوهام وضعية ما بعد الطيران في معظم الحالات.
تمثّل الأحداث القلبية الوعائية عوامل مهمة خلال المراحل الثلاث للبعثة الفضائية. ويمكن تقسيمها إلى ما يلي:
- أمراض القلب والأوعية الدموية الموجودة مسبقًا: تختار عادة في أثناء اختيار رائد الفضاء، ولكن إذا كانت موجودة في رائد الفضاء فإنها يمكن أن تتفاقم على مدار الرحلة الفضائية.
- الأحداث والتغيرات القلبية الوعائية التي تحدث في أثناء الرحلات الفضائية: وهي ناتجة عن تغير سوائل الجسم وإعادة توزيعها، واضطرابات نظم القلب، وانخفاض القدرة القصوى على ممارسة التمارين الرياضية في بيئة الجاذبية الصغرية. هذه الآثار يمكن أن تؤدي إلى أن يكون الطاقم عاجزًا بشدة عند العودة إلى بيئة الجاذبية وبالتالي غير قادر على الخروج من المركبة الفضائية دون مساعدة.
- يؤدي عدم التحمّل الانتصابي إلى إغماء في أثناء اختبار الوقوف بعد الطيران.